# 布蘭卡湖 (玻利維亞)

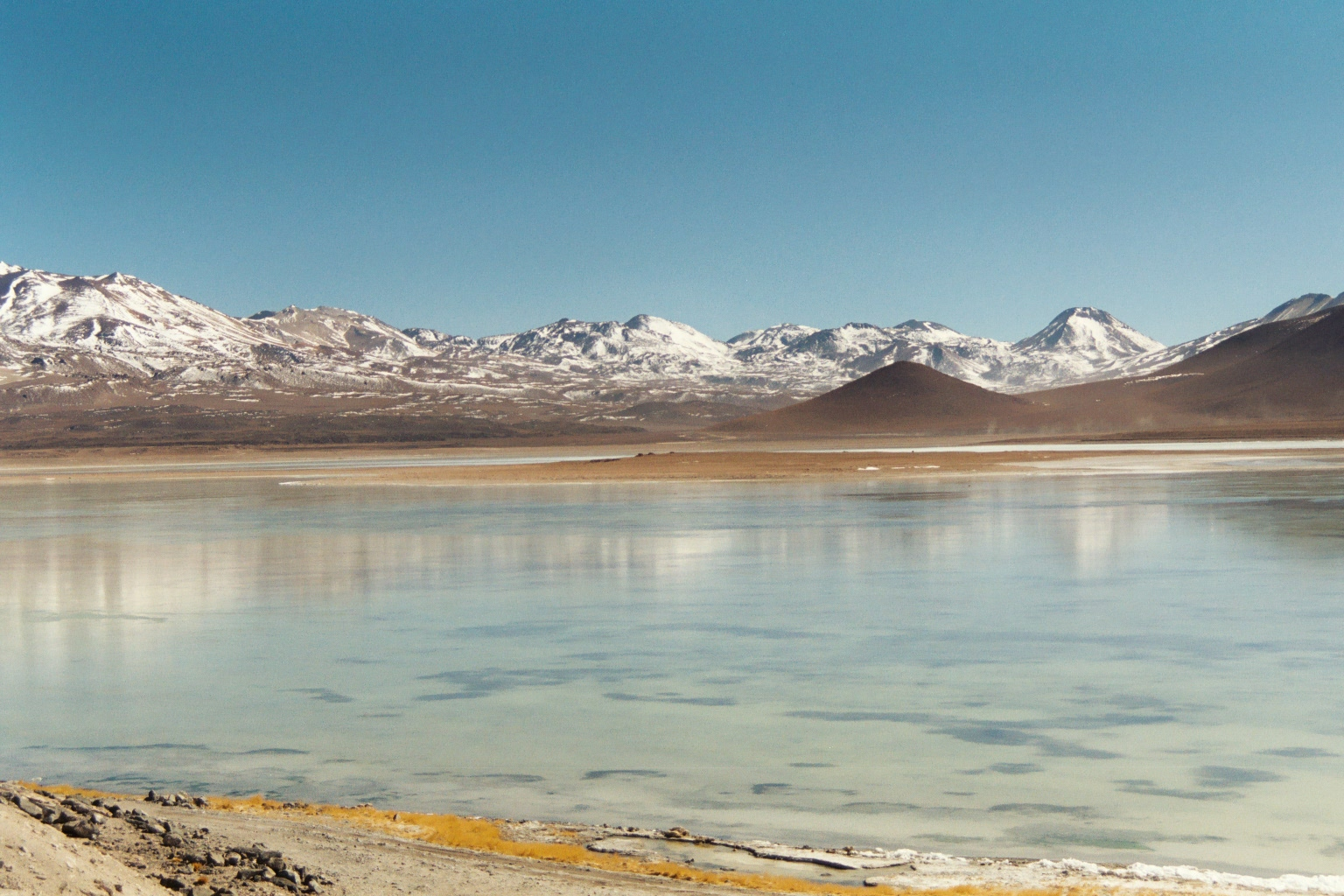

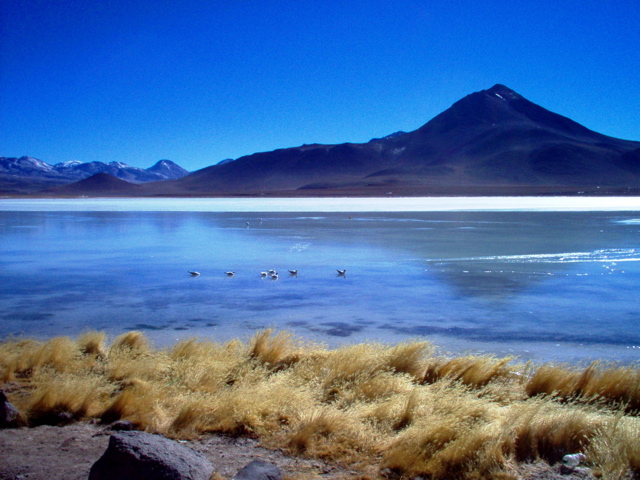

22°48′00″S 67°47′38″W / 22.800°S 67.794°W
布蘭卡湖（西班牙語：Laguna Blanca），是玻利維亞的湖泊，位於該國西南部波托西省，長5.6公里、寬3.5公里，該湖泊面積10.9平方公里，海拔高度4,350米，湖岸線長度22公里。